# El Austral de Temuco
El Austral (también llamado El Austral de Temuco o El Austral de la Araucanía) es un periódico chileno, de carácter regional, editado e impreso en la ciudad de Temuco, capital de la IX Región de La Araucanía.
El Austral pertenece a la Sociedad Periodística Araucanía S.A., filial de El Mercurio S.A.P.. Asimismo, el periódico es miembro de la Asociación Nacional de la Prensa (ANP), El Austral es miembro activo de la Sociedad Interamericana de Prensa (SIP).

## Historia

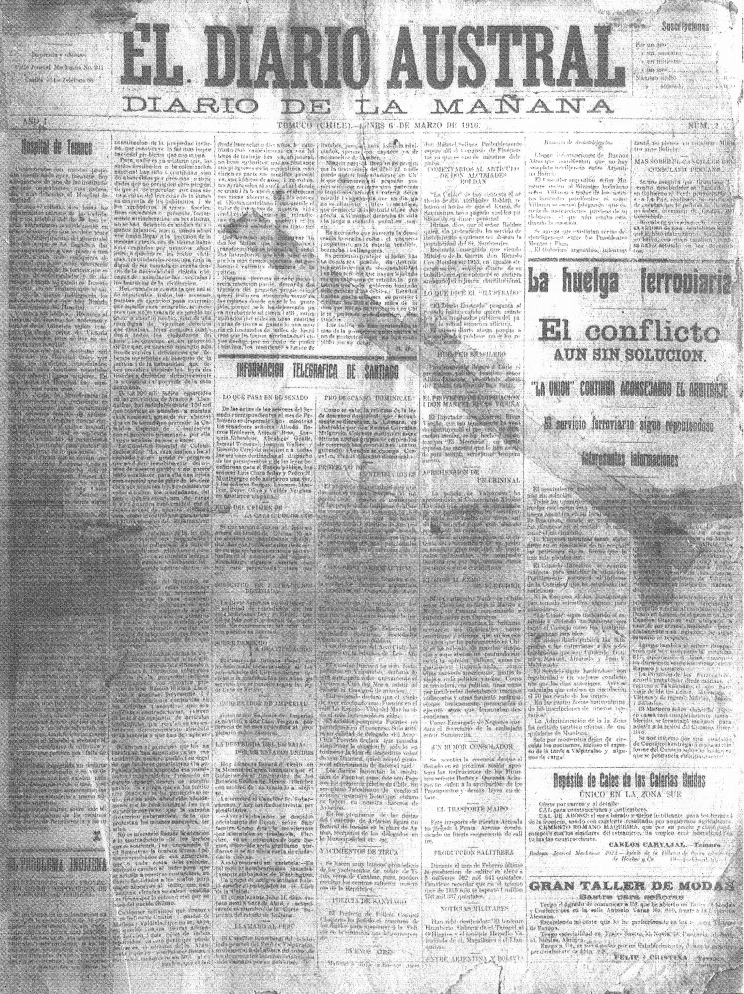
Portada de El Diario Austral, 6 de marzo de 1916.

El Diario Austral de la Araucanía (también conocido como El Diario Austral de Temuco) fue fundado el 5 de marzo de 1916 por Guillermo Förster Gebauer y la Sociedad Periodística de Chile —ligada a la Iglesia Católica y El Diario Ilustrado—, que el 1 de septiembre de 1911 había fundado el diario La Opinión del Sur, el cual no tuvo los resultados esperados y fue cerrado y reemplazado por El Diario Austral, siendo Nicolás González Vial su primer gerente y organizador. Su primera sede estaba ubicada en General Mackenna 356. Desde aquella fecha ha informado de todos los acontecimientos ocurridos en la zona.
En 1922 el diario trasladó sus dependencias a Claro Solar 935. En 1926, en medio de una crisis financiera originada debido a la fuerte competencia con el diario La Mañana, el obispado de Temuco le encargó a Carlos Gómez Quiroz que asumiera la dirección del diario. Sin embargo, el equipo del diario comenzó a abandonarlo, y como última medida ofreció el diario en venta a Alberto Walker Schell, que formaba parte de la administración de El Diario Ilustrado.
En 1934 el matutino nuevamente cambió de sede, mudándose a un edificio ubicado en calle Bulnes 667. A fines de 1936, la Sociedad Periodística del Sur (Sopesur) —empresa fundada en Valdivia en 1934— adquirió El Diario Austral. En 1943, la sede de Sopesur se trasladó de Valdivia a Temuco, dada la influencia de esta última ciudad y su diario en las decisiones de la empresa.
El 1 de mayo de 1945, un incendio en las dependencias del diario destruyó los archivos comprendidos entre 1916 y 1926. Debido a ello, el diario se trasladó temporalmente a la esquina de las calles Varas y Bulnes, que fue adquirida por Sopesur para construir un nuevo edificio y por ello en 1946 El Diario Austral nuevamente se trasladó a un edificio en calle Bello 925. El 29 de diciembre de 1948 el diario inauguró su nuevo edificio en la esquina de las calles Bulnes y Varas.
En 1963 el diario creó una edición vespertina denominada Gong, que circuló entre el 6 de febrero de 1963 y el 30 de junio de 1970.
En los años 1970 el diario mejoró su calidad de impresión —mediante la adopción del sistema offset desde el 21 de agosto de 1976— y expandió su circulación a distintos puntos del país, e incluso a las provincias argentinas de Neuquén y Río Negro. En 1978 se instaló una corresponsalía en la ciudad de Victoria, y en junio de 1980 el periódico comenzó a ser distribuido también en Santiago. En 1978 se inauguró el servicio de radiotelefoto en el periódico, y también fue adquirido un equipo Unifax-UPI.
Producto de una crisis en el tiraje y administración del periódico, un grupo de vecinos de la región de la Araucanía decidió asociarse para adquirir las acciones de El Diario Austral en Sopesur, naciendo en 1981 la Sociedad Periodística Araucanía S.A. Posteriormente, dicha sociedad fundó los periódicos El Diario Austral de Osorno y El Diario Austral de Valdivia (el 7 y 28 de noviembre de 1982, respectivamente). En 1993 también adquiriría el diario El Llanquihue, y el 2 de julio de 2004 fundaría en Castro el diario La Estrella de Chiloé. En 1991 el diario inauguró sus nuevas dependencias ubicadas en calle Varas 945, y que ocupa hasta la actualidad. El 5 de abril de 1984 el diario comenzó a publicar la revista Campo Sureño, dedicada a informaciones agrícolas y que continúa publicándose.
En 2008 el periódico cambió de nombre y formato, pasando a ser simplemente El Austral y adquiriendo el formato berlinés. Su eslogan pasó a ser "El diario de la Araucanía". En 2009, el periódico se fusionó con El Renacer de Angol.

## Directores
- 1916-1926 José Alvarado
- 1926 Carlos Gómez Quiroz
- 1926-1936 Alberto Walker Schell
- 1936-1946 Óscar Arellano Arellano
- 1946-1975 Raúl Gallardo Lara
- 1975 Ernesto Bustos Garrido
- 1975-abril de 1976 Hernán Osses Santa María (interino)
- Abril de 1976-febrero de 1977 Rafael Kittsteiner Castro
- Febrero de 1977-abril de 1978 Hernán Osses Santa María
- Abril de 1978-febrero de 1979 Pedro Soto Vera
- Febrero de 1979-diciembre de 1981 Alipio Vera
- Diciembre de 1981-octubre de 1982 Gustavo Serrano Cotapos
- Octubre de 1982-1986 Germán Carmona Mager
- 1986-febrero de 1998 Marco Antonio Pinto Zepeda
- Febrero de 1998-noviembre de 2003 Iván Cienfuegos Uribe
- Noviembre de 2003-marzo de 2008 Álex Trautmann Fuentealba
- Marzo de 2008-8 de agosto de 2009 José Manuel Álvarez Espinoza
- 8 de agosto de 2009-1 de febrero de 2011 Mauricio Rivas Alvear
- 1 de febrero de 2011-1 de noviembre de 2015 Marco Salazar Pardo
- 1 de noviembre de 2015-Actualidad Mauricio Rivas Alvear